# Lejla Hercegovac
Lejla Hercegovac, slovenska zdravnica in političarka bosanskega rodu, * 18. september 1951, Rogatica.
Kot članica Pozitivne Slovenije je bila poslanka Državnega zbora Republike Slovenije.